# Syresham
Syresham – wieś w Anglii, w hrabstwie Northamptonshire, w dystrykcie (unitary authority) West Northamptonshire. Leży 23 km na południowy zachód od miasta Northampton i 91 km na północny zachód od Londynu.